# Saurauia rubens
Saurauia rubens är en tvåhjärtbladig växtart som beskrevs av Ridley. Saurauia rubens ingår i släktet Saurauia och familjen Actinidiaceae. Inga underarter finns listade i Catalogue of Life.